# Santiago Mosquera
Harold Santiago Mosquera Caicedo (Buenaventura, Valle del Cauca; 7 de febrero de 1995) es un futbolista colombiano. Juega como extremo en el Santa Fe de la Categoría Primera A de Colombia.  

## Trayectoria
Se formó en la escuela de fútbol Carlos Sarmiento Lora de la ciudad de Cali, proveniente del Atlético Bocana de Buenaventura.

### Millonarios
Llegó a Millonarios Fútbol Club en el año 2013 proveniente de la Escuela Carlos Sarmiento Lora de la ciudad de Cali, además antes de llegar a la Sarmiento Lora su club de formación fue Atlético Bocana de buenaventura. En las divisiones inferiores del club albiazul terminó su proceso de formación. Su estilo de juego es de toque, dribling y filtro. Tiene como jugadores de referencia a Harrison Otálvaro, Macnelly Torres y James Rodríguez.
Mosquera salió goleador del Campeonato Sub-20 2015 con 24 goles anotados. En dicho torneo fue uno de los jugadores más destacados, lo cual le valió ser ascendido al equipo profesional de Millonarios para el año 2016.
Fue sumado a la plantilla profesional a inicios del año 2016 como uno de los prospectos con mayor futuro del club bogotano.
Debutó como profesional, a los 21 años de edad el miércoles 9 de marzo de 2016 en la victoria 2-1 al Bogotá F.C. en el Estadio Metropolitano de Techo en cumplimiento de la tercera fecha de la Copa Colombia 2016.
El técnico uruguayo Rubén Israel le dio la oportunidad de debutar reemplazando a Jorge Carrascal al minuto 74 del partido.
Su debut en la Categoría Primera A fue el domingo 20 de marzo de 2016, en la décima fecha del Torneo Apertura al reemplazar al minuto 73 a Maximiliano Nuñez.
Su debut en la Copa Libertadores de América lo haría el 8 de febrero de 2017 en la victoria por la mínima frente a Atlético Paranaense entrando al 64 por Elicer Quiñones aunque quedarían eliminados por penales.

Sus primeros dos goles como profesional los hace el 22 de febrero en la goleada 3 a 0 sobre el Deportes Tolima saliendo como la figura del partido tras el doblete y un pasegol. Vuelve a marcar el 11 de marzo en la goleada 3 a 0 sobre el América de Cali siendo su primer gol en un clásico.
Y posteriormente logra quedar campeón del Torneo Clausura 2017, derrotando en la final a Independiente Santa Fe, sumando así la estrella 15.

### F. C. Dallas
El 12 de febrero es confirmado como nuevo jugador del FC Dallas de la Major League Soccer de Estados Unidos comprando el 80% de su pase por 2.1 millones de dólares. Debuta el 21 de febrero como titular en la derrota 1-0 en su visita al Tauro FC por la Concacaf Champions League 2018. Su primer gol lo marca el 29 de abril en la derrota 3 a 1 en casa del Nueva York. Su primer doblete lo marca el 1 de septiembre en la victoria 4 por 2 sobre Houston Dynamo siendo una de las figuras del partido.
El 16 de septiembre del 2020 Marca su primera tripleta de goles como profesional frente a Colorado Rapids sentenciando la victoria por 4:1  en el Toyota Stadium por la Major League Soccer 2020 saliendo como figura del Partido

### Pachuca
Después de su paso por el fútbol de Estados Unidos es fichado para el 2021 por Pachuca firmando por 1 temporada. En total jugó 12 partidos sin anotar ningún gol ni asistencia en el transcurso de liga y copa.

### Deportivo Cali
El 9 de enero de 2022 se confirma su llegada al Deportivo Cali cedido hasta diciembre del mismo año para disputar la fase de grupos de la Copa Libertadores 2022.
Anota su primer gol con los azucareros el 19 de mayo del 2022 en el partido contra Club Always Ready en la jornada 5 de la Copa Libertadores 2022.
Marcó su segundo gol frente al Foot Ball Club Melgar de Perú por la Copa Sudamericana 2022. El 25 de julio del 2022 marcó su tercer gol con la camiseta verdiblanca frente al Deportivo Pereira en la derrota 2-1 y el 6 de agosto del 2022 marca su cuarto gol en la derrota frente a su ex equipo Millonarios Fútbol Club, encuentro que finalizó 4-2.

### OFI Creta
El 10 de enero del 2023 se oficializa su fichaje por el club griego OFI Creta llegando como agente libre. Durante las temporadas 2022-23 y 2023-24, Harold disputó un total de 39 partidos donde marcó 3 goles y dio 3 asistencias.

### Independiente Santa Fe
El 8 de julio de 2024 se oficializa su llegada a Independiente Santa Fe de la Categoría Primera A de Colombia. Debutó con el club el 17 de julio en el partido correspondiente a la primera jornada del segundo semestre de la Categoría Primera A enfrentando a Deportivo Pasto y donde además marcaría su primer gol, aportando a la victoria de su equipo 2-1. En este semestre llegaron a cuadrangulares semifinales y quedaron en el último lugar del grupo A. Harold fue fundamental en el ataque de su equipo, incluso siendo uno de los goleadores junto a Hugo Rodallega donde ambos marcaron 6 goles. El equipo clasificó a Fase Previa de la Copa Conmebol Libertadores 2025.

## Clubes
| Club                   | País           | Año             |
| ---------------------- | -------------- | --------------- |
| Millonarios            | Colombia       | 2016 - 2018     |
| F. C. Dallas           | Estados Unidos | 2018 - 2020     |
| Pachuca                | México         | 2021            |
| Deportivo Cali         | Colombia       | 2022            |
| OFI Creta              | Grecia         | 2023 - 2024     |
| Independiente Santa Fe | Colombia       | 2024 - Presente |

## Estadísticas
| Club                            | Div.                | Temporada           | Liga  | Liga  | Liga  | Copa Nacional | Copa Nacional | Copa Nacional | Copa Internacional | Copa Internacional | Copa Internacional | Total | Total | Total | Prom. · |
| Club                            | Div.                | Temporada           | Part. | Goles | Asis. | Part.         | Goles         | Asis.         | Part.              | Goles              | Asis.              | Part. | Goles | Asis. | Prom. · |
| ------------------------------- | ------------------- | ------------------- | ----- | ----- | ----- | ------------- | ------------- | ------------- | ------------------ | ------------------ | ------------------ | ----- | ----- | ----- | ------- |
| Millonarios · Colombia          | 1ª                  | 2016                | 8     | 0     | 0     | 4             | 0             | 1             | —                  | —                  | —                  | 12    | 0     | 1     | 0       |
| Millonarios · Colombia          | 1ª                  | 2017                | 46    | 8     | 9     | 4             | 1             | 2             | 1                  | 0                  | 0                  | 51    | 9     | 11    | 0.18    |
| Millonarios · Colombia          | 1ª                  | 2018                | —     | —     | —     | 1             | 0             | 0             | —                  | —                  | —                  | 1     | 0     | 0     | 0       |
| Millonarios · Colombia          | Total               | Total               | 54    | 8     | 9     | 9             | 1             | 3             | 1                  | 0                  | 0                  | 64    | 9     | 12    | 0.14    |
| F. C. Dallas Estados Unidos     | 1ª                  | 2018                | 30    | 6     | 5     | 1             | 0             | 0             | 2                  | 0                  | 1                  | 33    | 6     | 6     | 0.18    |
| F. C. Dallas Estados Unidos     | 1ª                  | 2019                | 24    | 3     | 2     | —             | —             | —             | —                  | —                  | —                  | 24    | 3     | 2     | 0.13    |
| F. C. Dallas Estados Unidos     | 1ª                  | 2020                | 13    | 4     | 0     | —             | —             | —             | —                  | —                  | —                  | 13    | 4     | 0     | 0.31    |
| F. C. Dallas Estados Unidos     | Total               | Total               | 67    | 13    | 7     | 1             | 0             | 0             | 2                  | 0                  | 1                  | 70    | 13    | 8     | 0.19    |
| Pachuca · México                | 1ª                  | 2021                | 9     | 0     | 0     | —             | —             | —             | —                  | —                  | —                  | 9     | 0     | 0     | 0       |
| Pachuca · México                | 1ª                  | 2021                | 12    | 0     | 0     | —             | —             | —             | —                  | —                  | —                  | 12    | 0     | 0     | 0       |
| Pachuca · México                | Total               | Total               | 21    | 0     | 0     | 0             | 0             | 0             | 0                  | 0                  | 0                  | 21    | 0     | 0     | 0       |
| Deportivo Cali · Colombia       | 1ª                  | 2022                | 9     | 2     | 0     | 4             | 0             | 0             | 6                  | 2                  | 0                  | 19    | 4     | 0     | 0.21    |
| Deportivo Cali · Colombia       | Total               | Total               | 9     | 2     | 0     | 4             | 0             | 0             | 6                  | 2                  | 0                  | 19    | 4     | 0     | 0.21    |
| OFI Creta · Grecia              | 1ª                  | 2022-23             | 12    | 1     | 1     | -             | -             | -             | -                  | -                  | -                  | 12    | 1     | 1     | 0.08    |
| OFI Creta · Grecia              | 1ª                  | 2023-24             | 23    | 0     | 2     | 4             | 2             | 0             | -                  | -                  | -                  | 27    | 2     | 2     | 0.08    |
| OFI Creta · Grecia              | Total               | Total               | 35    | 1     | 3     | 4             | 2             | 0             | -                  | -                  | -                  | 39    | 3     | 3     | 0.08    |
| Independiente Santa Fe Colombia | 1ª                  | 2024                | 19    | 6     | 2     | 1             | 0             | 0             | -                  | -                  | -                  | 20    | 6     | 2     | 0.30    |
| Independiente Santa Fe Colombia | 1ª                  | 2025                | 22    | 2     | 6     | 0             | 0             | 0             | 2                  | 0                  | 1                  | 24    | 2     | 7     | 0.08    |
| Independiente Santa Fe Colombia | Total               | Total               | 41    | 8     | 8     | 1             | 0             | 0             | 2                  | 0                  | 1                  | 44    | 8     | 9     | 0.18    |
| Total en su carrera             | Total en su carrera | Total en su carrera | 211   | 30    | 25    | 19            | 3             | 3             | 11                 | 2                  | 2                  | 257   | 35    | 30    | 0.15    |

### Tripletas
| Partidos en los que anotó tres o más goles | Partidos en los que anotó tres o más goles | Partidos en los que anotó tres o más goles | Partidos en los que anotó tres o más goles | Partidos en los que anotó tres o más goles | Partidos en los que anotó tres o más goles | Partidos en los que anotó tres o más goles |
| N.º                                        | Fecha                                      | Estadio                                    | Partido                                    | Goles                                      | Resultado                                  | Competición                                |
| ------------------------------------------ | ------------------------------------------ | ------------------------------------------ | ------------------------------------------ | ------------------------------------------ | ------------------------------------------ | ------------------------------------------ |
| 1                                          | 16 de septiembre de 2020                   | Toyota Stadium                             | F. C. Dallas - Colorado Rapids             | Anotado · Anotado · Anotado                | 4 - 1                                      | MLS 2020                                   |

## Palmarés

### Títulos nacionales
| Título                | Club        | País     | Año  |
| --------------------- | ----------- | -------- | ---- |
| Torneo Finalización   | Millonarios | Colombia | 2017 |
| Superliga de Colombia | Millonarios | Colombia | 2018 |
| Torneo Apertura       | Santa Fe    | Colombia | 2025 |

### Distinciones individuales
| Distinción                                             | Año  |
| ------------------------------------------------------ | ---- |
| Máximo goleador de la Supercopa Juvenil FCF (24 goles) | 2015 |